# تینسمن، آرکانزاس
تینسمن (به انگلیسی: Tinsman) یک شهر در ایالات متحده آمریکا است که در شهرستان کلهون، آرکانزاس واقع شده‌است. تینسمن ۱٫۳۷ کیلومتر مربع مساحت و ۵۴ نفر جمعیت دارد و ۵۴ متر بالاتر از سطح دریا قرار دارد.